# Gare d'Anvers-Noorderdokken
Pour les articles homonymes, voir Gare d'Anvers (homonymie).
La gare d'Anvers-Noorderdokken (en néerlandais station Antwerpen-Noorderdokken), est une gare ferroviaire belge de la lignes ligne 12 d'Anvers-Central à la frontière néerlandaise (Roosendael), située à Argentiniëlann au Nord de la ville d'Anvers, dans la Province d'Anvers.
C'est une halte voyageurs de la Société nationale des chemins de fer belges (SNCB) desservie par des trains Suburbains (S).

## Situation ferroviaire
Établie à environ 2 mètres d'altitude, la gare d'Anvers-Noorderdokken est située au point kilométrique (PK) 9,1 de la ligne 12 d'Anvers-Central à la frontière néerlandaise (Roosendael), entre les gares d'Anvers-Luchtbal et d'Ekeren.

## Histoire
Le point d'arrêt d'Anvers-Noorderdokken est mis en service le 26 mai 1974 par la Société nationale des chemins de fer belges (SNCB).

## Service des voyageurs

### Accueil
Halte SNCB, c'est un point d'arrêt non géré (PANG) à accès libre. Elle est équipée d'automates pour l'achat de titres de transport.

### Desserte
Anvers-Noorderdokken est desservie par des trains InterCity (IC) et Suburbains (S) de la SNCB circulant sur la ligne commerciale 12 (Anvers - Essen - frontière) (voir brochure SNCB).
En semaine, la gare possède deux dessertes cadencées à l’heure : des trains S32 entre Essen et Puurs (via Anvers) et des S32 entre Rosendael (gare des Pays-Bas située à la frontière) et Puurs.
Les week-ends et jours fériés, seuls circulent les trains S32 entre Rosendael et Puurs (au rythme d'un par heure).

### Intermodalité
Elle dispose d'un parc gratuit pour les vélos.

## Comptage voyageurs
Le graphique et le tableau montrent le nombre de passagers qui en moyenne embarquent durant la semaine, le samedi et le dimanche.
| Nombre de voyageurs qui embarquent à la gare de Anvers-Noorderdokken | Nombre de voyageurs qui embarquent à la gare de Anvers-Noorderdokken | Nombre de voyageurs qui embarquent à la gare de Anvers-Noorderdokken | Nombre de voyageurs qui embarquent à la gare de Anvers-Noorderdokken |
|                                                                      | Semaine                                                              | Samedi                                                               | Dimanche                                                             |
| -------------------------------------------------------------------- | -------------------------------------------------------------------- | -------------------------------------------------------------------- | -------------------------------------------------------------------- |
| 1977                                                                 | 153                                                                  | 17                                                                   | 18                                                                   |
| 1978                                                                 | 152                                                                  | 13                                                                   | 26                                                                   |
| 1979                                                                 | 177                                                                  | 25                                                                   | 13                                                                   |
| 1980                                                                 | 141                                                                  | 20                                                                   | 16                                                                   |
| 1981                                                                 | 134                                                                  | 20                                                                   | 11                                                                   |
| 1982                                                                 | 95                                                                   | 17                                                                   | 15                                                                   |
| 1983                                                                 | 122                                                                  | 12                                                                   | 11                                                                   |
| 1984                                                                 | 110                                                                  | 20                                                                   | 10                                                                   |
| 1985                                                                 | 67                                                                   | 16                                                                   | 12                                                                   |
| 1986                                                                 | 91                                                                   | 22                                                                   | 10                                                                   |
| 1987                                                                 | 82                                                                   | 13                                                                   | 22                                                                   |
| 1988                                                                 | 71                                                                   | 17                                                                   | 31                                                                   |
| 1989                                                                 | 60                                                                   | 45                                                                   | 14                                                                   |
| 1990                                                                 | 67                                                                   | 31                                                                   | 8                                                                    |
| 1991                                                                 | 42                                                                   | 19                                                                   | 16                                                                   |
| 1992                                                                 | 53                                                                   | 25                                                                   | 12                                                                   |
| 1993                                                                 | 42                                                                   | 18                                                                   | 15                                                                   |
| 1994                                                                 | 55                                                                   | 20                                                                   | 16                                                                   |
| 1995                                                                 | 45                                                                   | 15                                                                   | 30                                                                   |
| 1996                                                                 | 93                                                                   | 19                                                                   | 8                                                                    |
| 1997                                                                 | 52                                                                   | 16                                                                   | 22                                                                   |
| 1998                                                                 | 102                                                                  | 16                                                                   | 16                                                                   |
| 1999                                                                 | 74                                                                   | 13                                                                   | 12                                                                   |
| 2000                                                                 | 85                                                                   | 14                                                                   | 12                                                                   |
| 2001                                                                 | 95                                                                   | 32                                                                   | 12                                                                   |
| 2002                                                                 | 103                                                                  | 28                                                                   | 25                                                                   |
| 2003                                                                 | 131                                                                  | 39                                                                   | 18                                                                   |
| 2004                                                                 | 431                                                                  | 18                                                                   | 18                                                                   |
| 2005                                                                 | 245                                                                  | 32                                                                   | 17                                                                   |
| 2006                                                                 | 198                                                                  | 22                                                                   | 10                                                                   |
| 2007                                                                 | 192                                                                  | 14                                                                   | 20                                                                   |
| 2008                                                                 | -                                                                    | -                                                                    | -                                                                    |
| 2009                                                                 | 162                                                                  | 11                                                                   | 2                                                                    |
| 2010                                                                 | -                                                                    | -                                                                    | -                                                                    |
| 2011                                                                 | -                                                                    | -                                                                    | -                                                                    |
| 2012                                                                 | 102                                                                  | 10                                                                   | 10                                                                   |
| 2013                                                                 | 76                                                                   | 11                                                                   | 13                                                                   |
| 2014                                                                 | 86                                                                   | 3                                                                    | 8                                                                    |
| 2015                                                                 | 53                                                                   | 19                                                                   | 7                                                                    |
| 2016                                                                 | 63                                                                   | 6                                                                    | 4                                                                    |
| 2017                                                                 | 79                                                                   | 24                                                                   | 7                                                                    |
| 2018                                                                 | 184                                                                  | 48                                                                   | 31                                                                   |
| 2019                                                                 | 263                                                                  | 43                                                                   | 16                                                                   |
| 2020                                                                 | 122                                                                  | 25                                                                   | 22                                                                   |
| 2021                                                                 | -                                                                    | -                                                                    | -                                                                    |
| 2022                                                                 | 87                                                                   | 18                                                                   | 2                                                                    |
| 2023                                                                 | 96                                                                   | 21                                                                   | 21                                                                   |
| 2024                                                                 | 147                                                                  | 38                                                                   | 26                                                                   |

## Galerie de photographies

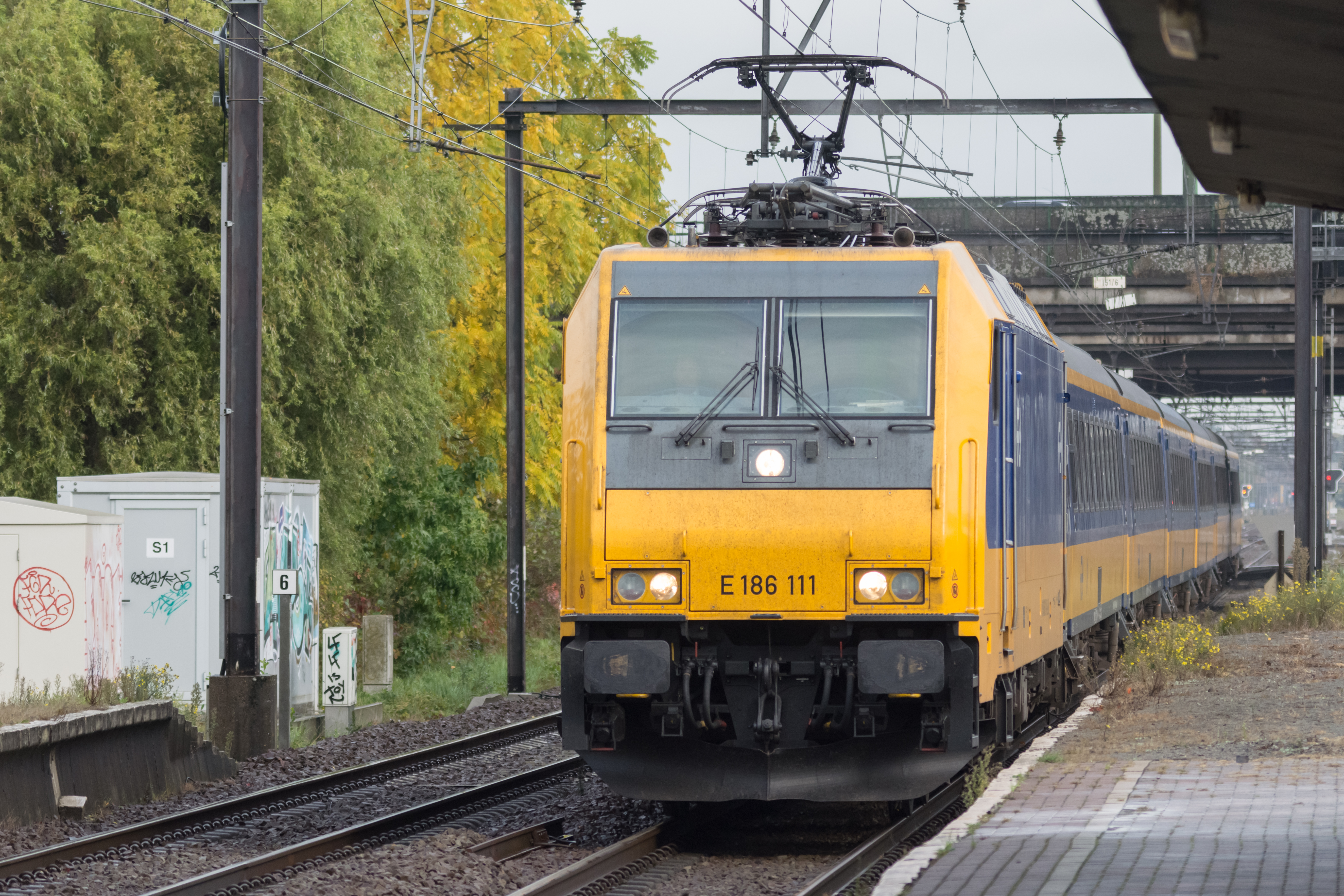
Traxx 186 Ns Voitures NS Bruxelles-Amsterdam.
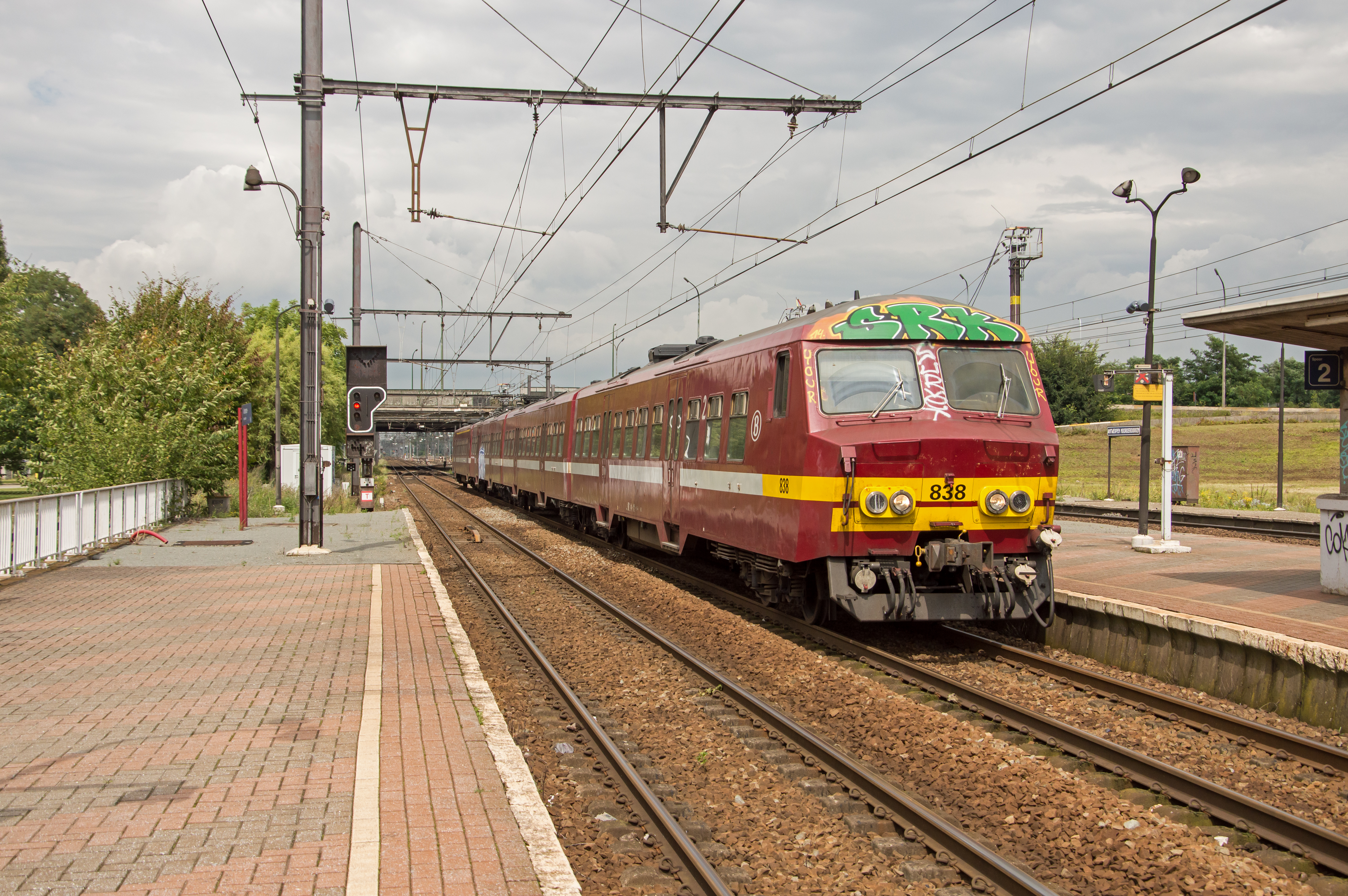
Automotrice AM75 assurant un train L Rosendael - Puurs.
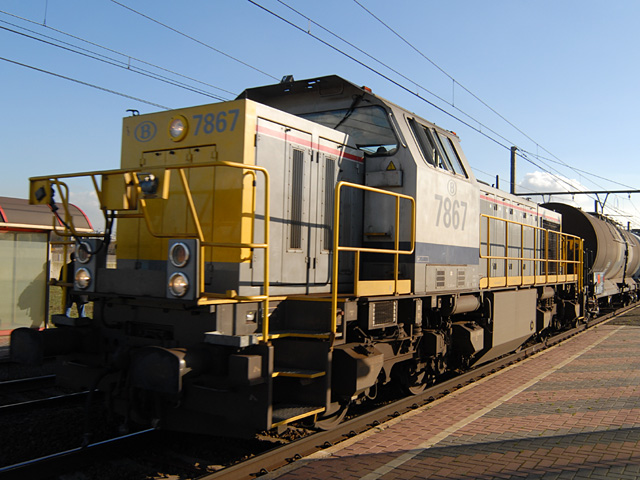
Train de marchandises remorqué par la 7870.